# 四元玉鉴

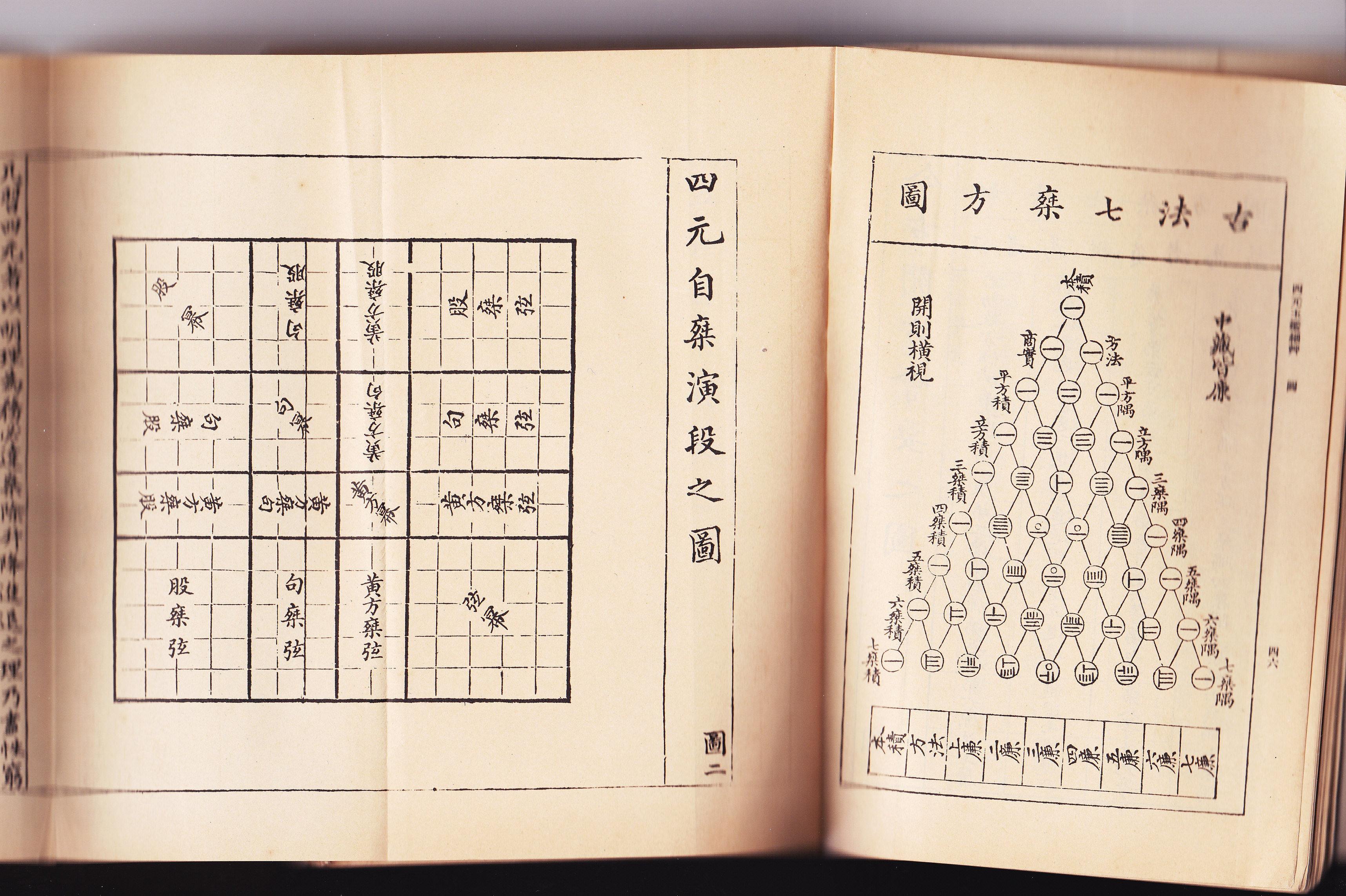
四元玉鉴书影

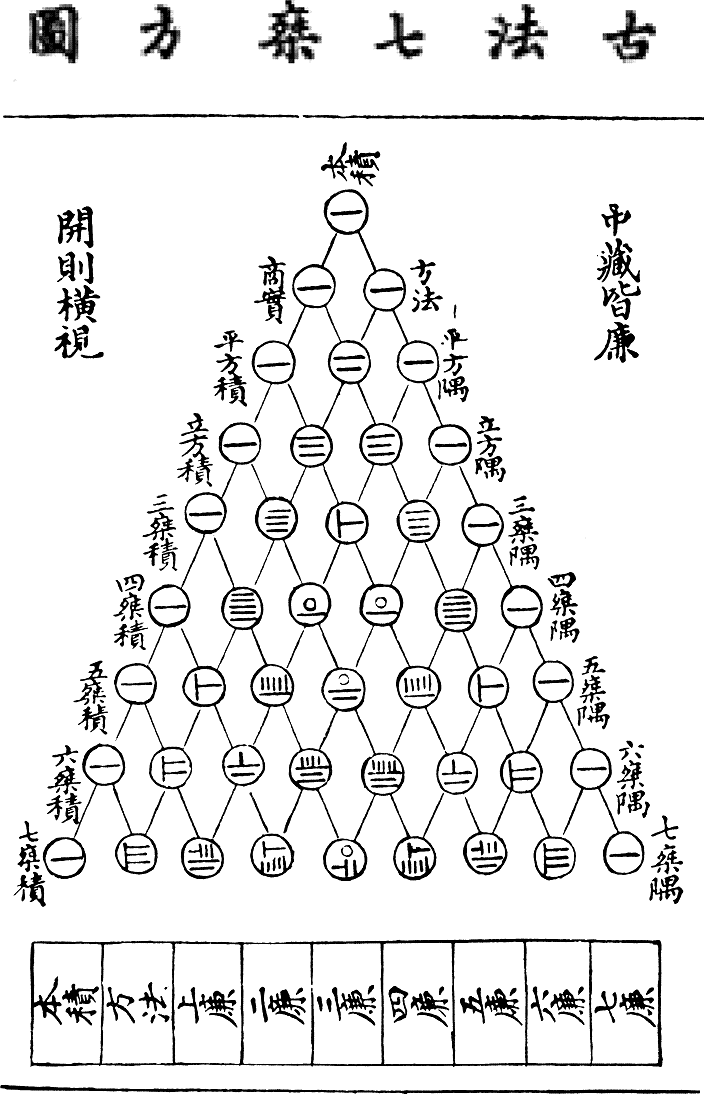
朱世傑《四元玉鑑》卷首的「古法七乘方圖」

《四元玉鑑》是中国元朝数学家朱世傑的代表作，成书于大德七年（1303年）。书中主要讲述了多元（一元至四元）高次方程组的建立和化为一元高次方程（最高达14次）的消元法。建立四元高次方程及根据逐次消元法将多元高次方程化为一元高次方程的方法称为四元术。
四元术中根据题目设立四个未知数（天元，地元，人元，物元），和一组四个多元高次非线性方程组。然后从这些方程组中消去一个未知数，得到三个未知数的高次多项式方程组；接着从这三个三元高次方程组中消去第二个未知数，得到两个含两个未知数的高元多项式方程组；下一步从两个二元高次方程组中再消去一个未知数，最后得到只含一个未知数的的高次方程式。
建立方程以及求解方程的机械化方法，是中国传统数学的核心。张苍《九章算术》阐明了解多元线性方程的消元法（即后来高斯重新发现的高斯消元法）。宋朝秦九韶《数学九章》的玲珑开发法解决了一元高次多项式方程的求根问题。朱世傑将张苍消元法推广到多元非线性多项式方程组，将其化为一元高次多项式方程，正可以秦九韶的玲珑开方法求解。在建立方程方面，朱世傑将天元术，推广到多元变数。《四元玉鑑》融汇了张苍消元法，秦九韶玲珑开方法和天元术成就，是中国传统数学的集大成者，将中国传统数学的机械化算法推进到一个高峰。
《四元玉鑑》承前启后，继往开来，其多元多项式方程组的消元法，成为吴文俊院士的特征列数学机械化的基础之一的吴消元法。
此外，《四元玉鑑》还讲述了关于垛积术（三角垛、三角撒星垛、四角垛、圆锥垛、刍童垛、刍甍垛等高阶等差级数的求和问题和反问题）与招差术。
《四元玉鑑》分卷首、上卷、中卷、下卷，24门，收录288问，包括天元术232问，二元术36问，三元术13问，四元术7问。卷首四问是例题，有草（解题步骤），其他284问只有术而没有草。1837年，清代数学家罗士琳补草，刊行《四元玉鑑细草》三卷。

## 卷首

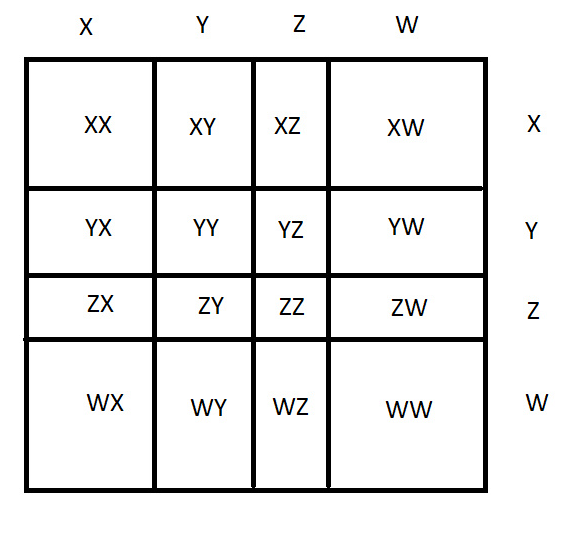
四元自乘演段图

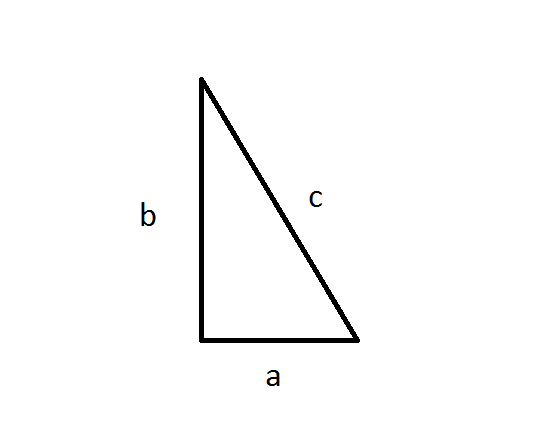
a 勾 b 股 c 弦

{\displaystyle (x+y+z+w)^{2}=x^{2}+y^{2}+z^{2}+w^{2}+2xy+2xz+2xw+2yz+2yw+2zw}
立四元:
x
y 太w
z
自乘得：

### 一气混元
本节阐明天元术。
今有黄方乘直积得二十四步，只云股弦和九步，问勾几何？
答曰：三步。
草曰:立天元一为勾

根据条件 黄方乘直积得二十四步
黄方：{\displaystyle (a+b-c)}
直积：{\displaystyle ab}
得  {\displaystyle (a+b-c)ab=24}
此外：股弦和九步
{\displaystyle b+c=9}
{\displaystyle x=a}(立天元一为勾)
由此得方程
     （ {\displaystyle x^{5}-9x^{4}-81x^{3}+729x^{2}=3888}）
 太

解之，得勾=3

### 两仪化元
本节阐明二元术。
今有股幂减弦较较与股乘勾等。只云勾幂加弦较和与勾乘弦同。问股几何？
答曰：四步
草曰：立天元一为股，地元一为勾弦和。
天地配合求解得
太
 今式： {\displaystyle -2y^{2}-xy^{2}+2xy+2x^{2}y+x^{3}=0};

又根据所给条件得
太
 云式： {\displaystyle 2y^{2}-xy^{2}+2xy+x^{3}=0};

由此得：
太
 {\displaystyle 8x+4x^{2}=0}

及 
太
 {\displaystyle 2x^{2}+x^{3}=0}

相消得 
 {\displaystyle x^{2}-2x-8=0}

解之，得  {\displaystyle x=4}。

### 三才运元
本节阐明三元术
朱世杰在《三才运元》一节，比较详细的阐述逐次消元法，受到国内外学者的重视。
今有股弦较除弦和与直积等。只云勾股较除弦较和与勾同。问弦几何？
答曰：五步。
术曰：立天元一为勾，地元一为股，人元一为弦，物元一为开数。
：得到 
太  今式{\displaystyle -y-z-y^{2}x-x+xyz=0}

 云式：{\displaystyle -y-z+x-x^{2}+xz=0}

太 三元式：{\displaystyle y^{2}-z^{2}+x^{2}=0;}

三元式与云式相消，
人天易位     人弦-->天勾 
得：
 太
   前式{\displaystyle -x-2x^{2}+y+y^{2}+xy-xy^{2}+x^{2}y}

及
太
  后式 {\displaystyle -2x-2x^{2}+2y-2y^{2}+y^{3}+4xy-2xy^{2}+xy^{2}}

相消得

 {\displaystyle x^{4}-6x^{3}+4x^{2}+6x-5=0}

解之得  {\displaystyle x=5} 天勾=5；
人天易位   天勾-->人弦
得弦=五步。

### 四象会元
本节阐明四元术。
今有股乘五较与弦幂加勾乘弦等。只云勾除五和与股幂减勾弦同。问黄方带勾股弦共几何？
答曰：一十四0 步。

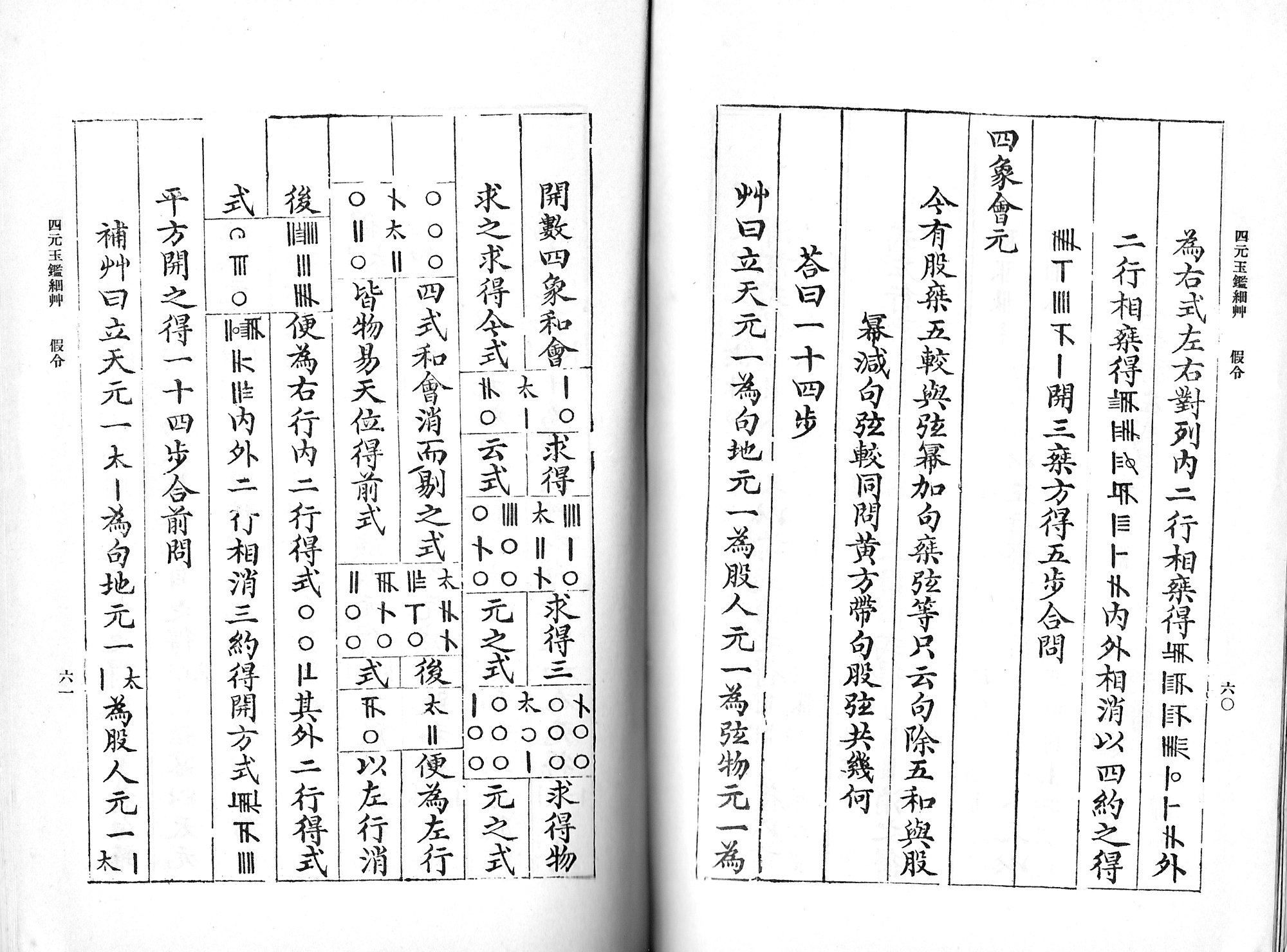
四象会元

草曰：立天元0 一为勾，地元一为股，人元一为弦，物元一为开数。
得四元方程组
1：  0 0 {\displaystyle -2y+x+z=0};
2：   0 0 {\displaystyle -y^{2}x+4y+2x-x^{2}+4z+xz=0};
3：   0 0 {\displaystyle x^{2}+y^{2}-z^{2}=0};
4：   0 0 {\displaystyle 2y-w+2x=0};

消元，物易天位
 {\displaystyle 4x^{2}-7x-686=0}

解之，
物易天位，得 十四步。

## 卷上

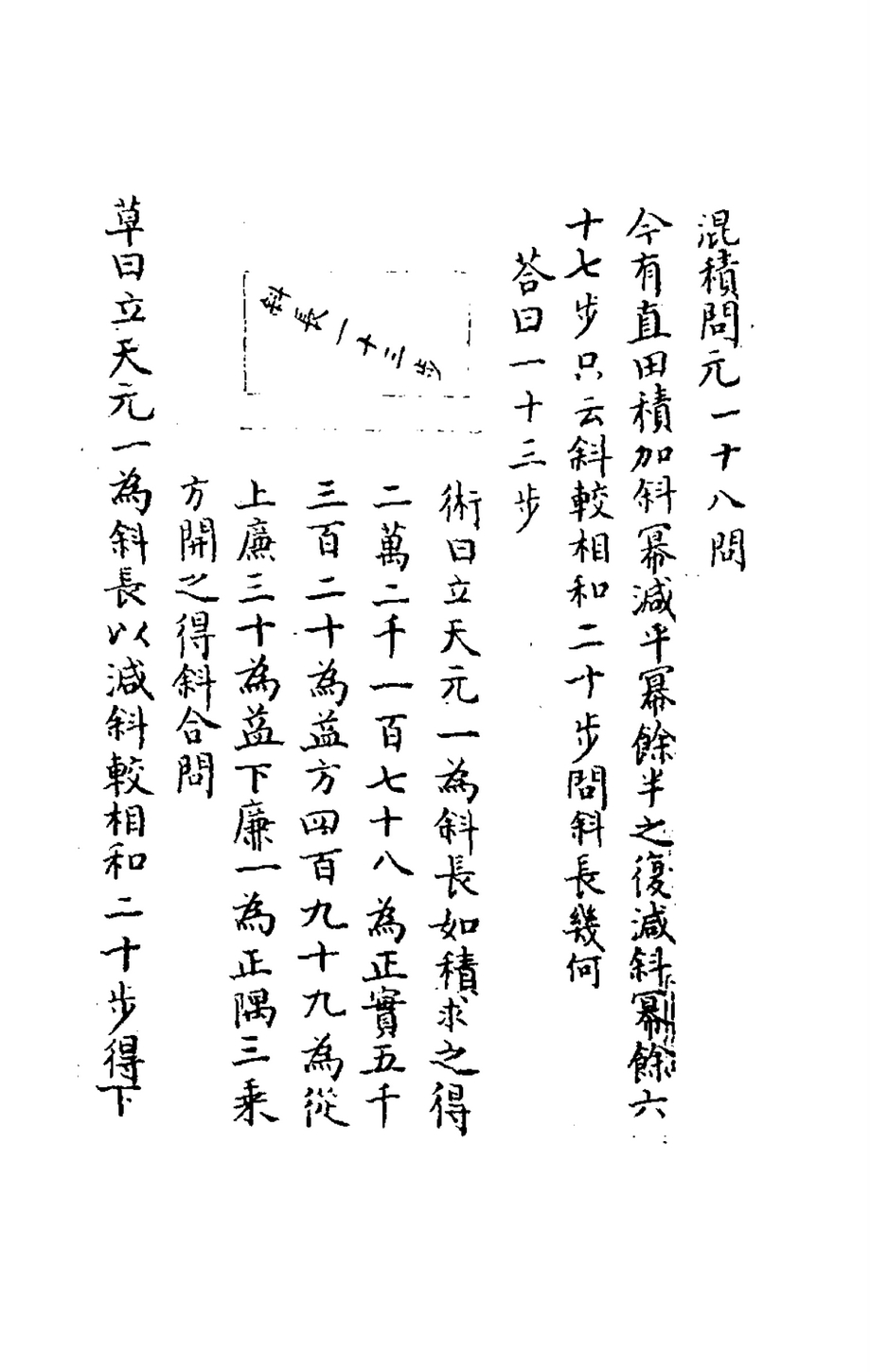
混积问元

### 直段求源
一十八问。

第十八问：
今有积以和乘之，减积，余以平乘之加和，得一十七万一百六十二步。只云和为益实。四为益方，三为从上廉，二为益下廉，一为正隅，三平方开之，如平四分之一。问，长，平各几何？

答曰：平一十二步，长三十步。
立天元一为开方数，得：
{\displaystyle 16x^{10}-64x^{9}+160x^{8}-384x^{7}+512x^{6}-544x^{5}+456x^{4}+126x^{3}+3x^{2}-4x-177162=0}
解之得  x=3， 乘四得12， 即平数。

### 混积问元
十八问

### 端匹互隐
九问

### 廪粟回求
六问

### 商功修筑
七问

### 和分索隐
一十三问。

## 卷中

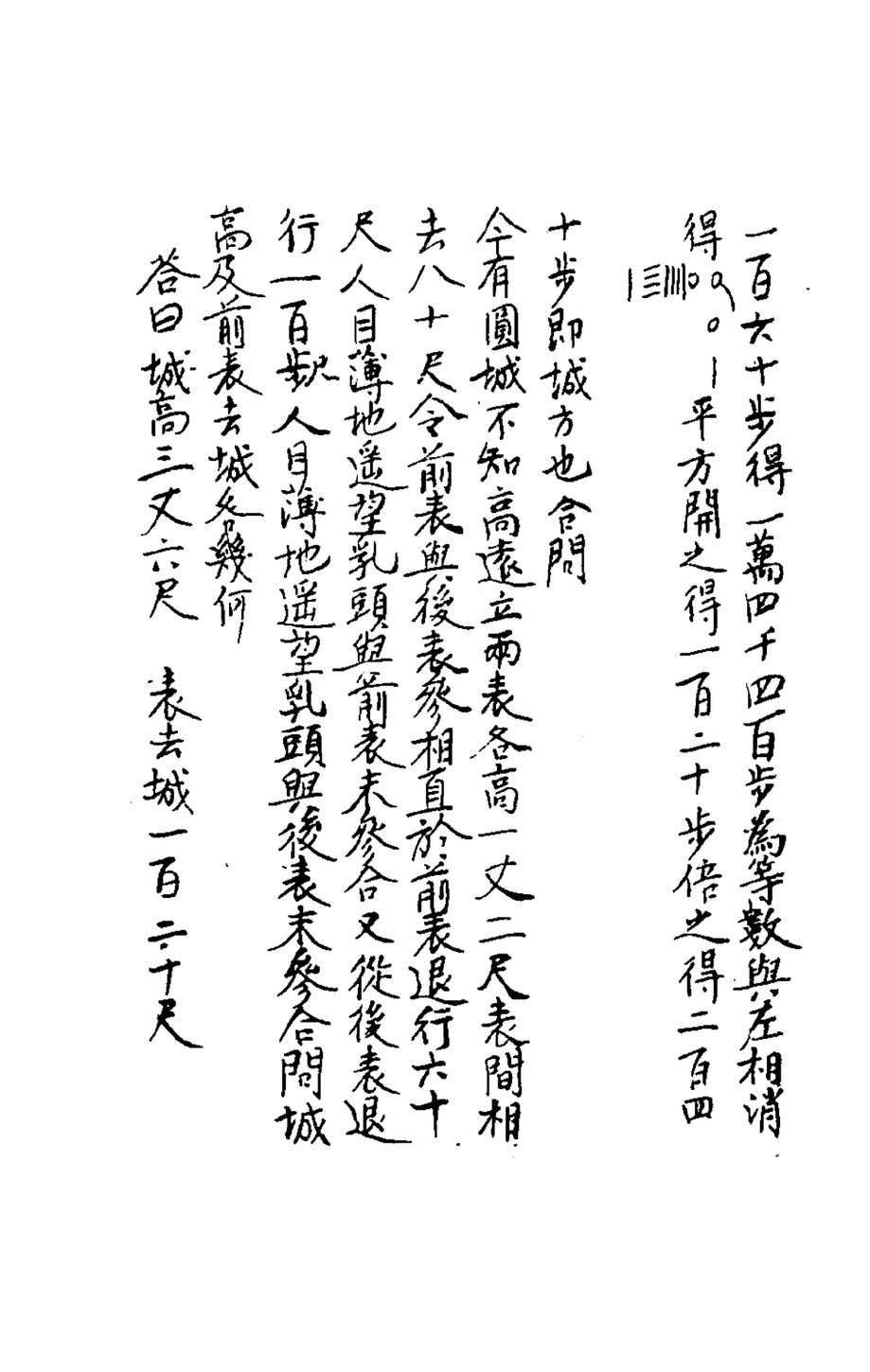
今有圆城

### 如意混和
二问

### 方圆交错
九问

### 三率究圆
一十四问
今有平圆积四十九步三百一十四分步之二百三十九。问：为徽率周几何？
答曰：二十五步。

立天元一为徽率圆周
圓面積 {\displaystyle A=\pi r^{2}=49+239/314}
圓周 {\displaystyle x=2\pi r}
圓周率 {\displaystyle \pi } 取徽率 {\displaystyle 3927/1250}
得下列方程：
{\displaystyle 25x^{2}-15625=0}
即 {\displaystyle x=25}.

### 明积演段
二十问

### 勾股测望
八问
第一问：
今有直邑，不知大小，各开中门。只云南门外二百四十步有塔，人出西门行一百八十步见塔，复抹邑西南隅行一里二百四十步恰至塔所；问邑长阔各几何？
答曰：长一里一百二十步，阔一里。
立天元一为邑长之半，得四次方程：
{\displaystyle x^{4}+480x^{3}-270000x^{2}+15552000x+1866240000=0}。
解之得 x=240步，邑长=2x= 480b步=1里120步。
同理， 令天元一为邑阔之半
得方程：
{\displaystyle x^{4}+360x^{3}-270000x^{2}+20736000x+1866240000=0}。
解之得 x=180步，邑长=360步=一里。
第七问：
今有营居山顶，岩底有泉，欲汲而不知其深。偃矩山上，令句高四尺，从矩高端望泉入下股六尺。又设重矩于上，其矩间相去一丈六尺，更从矩端望泉入上股五尺六寸。问岩深几何？
答曰：岩深二十二丈。
此问与刘徽《海岛算经》望深谷同。
第八问：
今有登山临邑，不知门高。偃矩山上，令勾高三尺，斜望门额入下股四尺八寸，复望门困，入下股二尺八寸八分。复又立重矩于上，其间相去五尺。更从勾端斜望门额入股三尺六寸，又望门困入上股二尺四寸。问城门高几何？
答曰：门高一丈。
此问与刘徽《海岛算经》望清渊同。

### 或问歌彖
一十二问

### 茭草形段
七问

### 箭积交参
七问

### 拔换截田

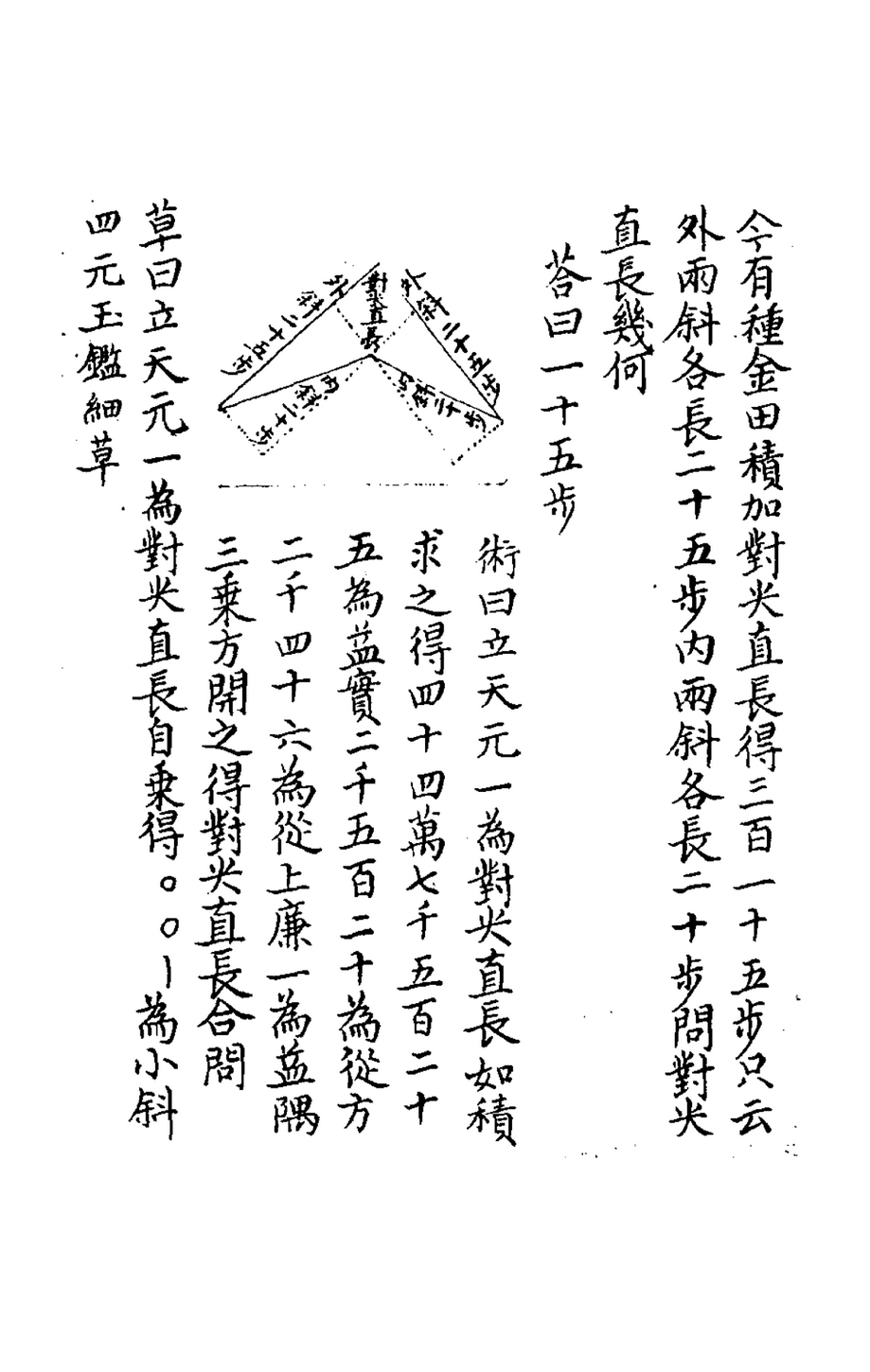
拔换截田

一十九问

### 如像招数
五问。
卷中《如像招数》第五问给出世界上最早的四次内插公式：
今有官司依立方招兵，初招方面三尺，次招方面转多一尺，得数为兵，今招一十五方，每人日支钱二百五十文，问兵及支钱各几何。或问还原：依立方招兵，初招方面三尺，次招方面转多一尺，得数为兵。今招一十五日，每人日支钱二百五十文，问招兵及支钱几何？
答曰：兵二万三千四百人，钱二万三千四百六十二贯。
术曰求得上差二十七，二差三十七，三差二十四，下差六
求兵者，今招为上积，又今招减一为茭草底子积为二积，又今招减二为三角底子积，又今招减三为三角一积为下积。以各差乘各积，四位并之，即招兵数也。
先求出上差（一次差），二差（二次差），三差（三次差）和下差（四次差），然后求出答案，是四次插值法（招差术)的运用
| 日数 | 招兵总数 | 上差（每日招兵数） | 二差 | 三差 | 下差 |
| ---- | -------- | ------------------ | ---- | ---- | ---- |
| 1    | 27       | 27                 |      |      |      |
| 2    | 91       | 64                 | 37   |      |      |
| 3    | 216      | 125                | 61   | 24   |      |
| 4    | 432      | 216                | 91   | 30   | 6    |
| 5    | 775      | 343                | 127  | 36   | 6    |

招兵总数={\displaystyle nx+{\frac {n(n-1)}{2\times 1}}y+{\frac {n(n-1)(n-2)}{3\times 2\times 1}}z+{\frac {n(n-1)(n-2)(n-3)}{4\times 3\times 2\times 1}}w}。
其中x=上差, y=二差, z=三差, w=下差。

## 卷下

### 果垛叠藏
二十问 此章论述三角垛、三角撒星垛、四角垛、圆锥垛、刍童垛、刍甍垛。

第一问：
今有三角垛果子一所，值钱一贯三百二十文，只云从上一个值钱二文，次下层层每个累贵一文，问底子每面几何？
答曰：九个。

术曰：立天元一为每个底子，如积求之，得三万一千六百八十为益实十为从方，二十一为从上廉，一十四为下廉，三为从隅，三桀方开之，得每个底子，合问。
三角垛级数：{\displaystyle 1+3+6+10+\dots +{\frac {n(n+1)}{2}}}
三角垛自上而下，每边的果子数是：
1，2，3，4，5，6, {\displaystyle \dots }, n.
自上而下，每个果子值钱：
2，3，4，5，6, {\displaystyle \dots }, n+1.
三角果子垛价值V由下列级数表示
{\displaystyle v=2+9+24+50+90+147+224+\dots +{\frac {n(n+1)^{2}}{2}}}
这是一个已知级数和，倒求 n 的数学问题。
朱世杰用天元术，令天元一 为每底边的果子数 （x=n)
朱世杰用的求和公式：{\displaystyle v={\frac {(3x+5)x(x+1)(x+2)}{2\times 3\times 4}}}

今{\displaystyle v=1320}得
{\displaystyle 3x^{4}+14x^{3}+21x^{2}+10x-31680=0}
解之，得{\displaystyle x=n=9}。
{\displaystyle v=2+9+24+50+90+147+224+324+450=1320}。

### 锁套吞容
一十九问

### 方程正负
八问

### 杂范类会
一十三问

### 两仪合辙
一十二问。用天地二元。

### 左右逢元
二十一问。用天地二元。

### 三才变通
一十一问。用天，地，人三元。

### 四象朝元
六问，用天，地，人，物四元。

第二问：
今有弦较和如股幂八分之三。只云弦较较如勾弦和幂四分之一。
问二弦四勾二股三事连环得几何？
答曰：三十步。

立天元一为勾，地元一为股，人元一为弦，物元一为开数。
得：
{\displaystyle -3y^{2}+8y-8x+8z=0}
{\displaystyle 4y^{2}-8xy+3x^{2}-8yz+6xz+3z^{2}=0}
{\displaystyle y^{2}+x^{2}-z^{2}=0}
{\displaystyle 2y+4x+2z-w=0}

## 版本
1. 王萱玲抄本  1819
2. 沈钦裴细草本 1822
3. 何元锡刊本  1822年
4. 罗士琳细草本 1837
5. 戴煦细草抄本 1845
6. 志古堂刻本 1891
7. 鸿宝斋石印本 1895
8. 万有文库：朱世杰撰 罗士琳补草《四元玉鉴细草》上中下三册 （据罗士琳1839年刊本影印）民国26年
9. 历代算学集成本影印 1994
10. 传世藏书本 1996
11. 大中华文库  《四元玉鉴》 Jade Mirror of the Four Unknowns 中英对照本 两卷本  郭书春今译 陈在春英译 郭金海整理 辽宁教育出版社 2006
12. 李兆华校正  《四元玉鉴》  科学出版社 2007